# قلعة إيصالوا
قلعة إيصالوا هي قلعة توجد ب شامبل ب فرنسا. وهي تطل على بحيرة غرانجان وهو الجانب المسدود من نهر اللوار.